# Калхана
Пандит Кальхана — автор очень ценной для истории Индии кашмирской хроники Раджатарангини («поток царей»). Это единственный сохранившийся староиндийский исторический трактат.
Предполагаемое время его жизни — около 1148. Хронику издал с французским переводом и комментариями А. Troyer (П., 1840—1852), один текст — Аурель Стейн (т. I, Бомбей, 1892).